# 老挝自然资源与环境部气象水文厅
老挝自然资源与环境部气象水文厅，是老挝自然资源与环境部直属机构，是老挝的全国气象、水文和地震观测和研究机构。
老挝自然资源与环境部气象水文厅的前身是老挝农林部气象水文厅。在老挝农林部调整组建为老挝自然资源与环境部后，老挝气象水文厅转隶新成立的自然资源与环境部。

## 业务
老挝北部位于澜沧江断裂和红河断裂附近，小规模地震活动较频繁，但老挝本国长期欠缺地震观测能力，历史上完全没有地震监测台站。2006年，中国地震局与老挝气象水文厅签署框架协议，与老挝联合建设地震监测台站，为老挝建设两个地震观测台站及1个小型测震台网中心，所获观测数据将由中国地震台网中心与新设立的老挝地震台网中心共享。同年，该台站合作计划的台址勘选工作开始。2010年，该计划全面完成，使老挝的地震监测能力得到大幅提升。2017年，中华人民共和国政府决定，向老挝援助整套地震监测台网和地震数据中心，为老挝进一步建设15个地震监测台站和1个国家地震数据中心，形成覆盖老挝全境的国家地震监测台网，丰富充实老挝的地震监测能力。
对于地处热带季风气候的老挝而言，气象防灾工作亦是老挝气象水文厅的关注重点。老挝全国设有86 个水文气象站、119个雨量监测站、51个气象自动站。同时，老挝气象水文厅也与日本气象厅、韩国气象厅和中国气象局等机构加强了合作。2011年，中国气象局向老挝捐赠了卫星广播系统接收站（CMACast）和气象信息综合分析处理系统（Micaps），并对有关人员进行了技术培训。2011年1月，中国气象局宣布，将为老挝气象水文厅援建1个自动气象站和1个GPS/MET水汽观测站。2012年5月，万象自动气象站和GPS/MET站建成并投入运行，其观测资料将与中方共享。

## 机构
作为全国性的水文气象监测和研究中心，老挝气象水文厅下辖行政人事处、计划与合作处、气候和农业处、水文处、地震和地球物理台网处、气象预报处、航空气象处等机构，并垂直领导各省水文气象站。目前，该厅共有工作人员75人。
在呈交给世界气象组织的一份报告中，老挝气象水文厅指出其职能主要有三：一是专业提供气象、水文、地震、环境和气候监测服务，以支持老挝社会安全和可持续发展；二是在发生恶劣天气的情况下，发布气象警报，以减少生命财产损失；三是加强国际与地区合作。